# La Patasola (película)
La Patasola es una película colombiana de 2024 dirigida por Harold Trompetero y Paul Cataño y protagonizada por Ramiro Meneses, Robinson Díaz, Valentina Contreras, Marcela Carvajal, Luis Fernando Bohórquez y Walter Luengas. Está basada en la leyenda de La Patasola, un ser mitológico de una sola pierna popular en el folclore colombiano.
Rodada en el municipio de Sopó, Cundinamarca, se estrenó 7 de noviembre de 2024.

## Sinopsis
Rodrigo y su joven amante Susana llegan a un remoto hotel con el pretexto de investigar una desaparición no esclarecida. Una vez allí, ambos empiezan a sentir una presencia extraña que desata sus más oscuros instintos. Se trata de un ser sediento de venganza por la pérdida de su hijo que se dedica a castigar a los infieles de la peor manera.

## Reparto
- Ramiro Meneses es Rodrigo
- Valentina Contreras es Susana
- Robinson Díaz es Tomás